# Bischofspresse
Die Bischofspresse, bestehend aus Presshaus und dem späteren Winzerhaus (Herrenhaus), ist die ursprünglich den Meißner Bischöfen gehörende Weinpresse auf Zitzschewiger Flur. Sie liegt östlich des Dorfkerns von Zitzschewig, welches heute zu Radebeul gehört, im Bischofsweg 1/1a.

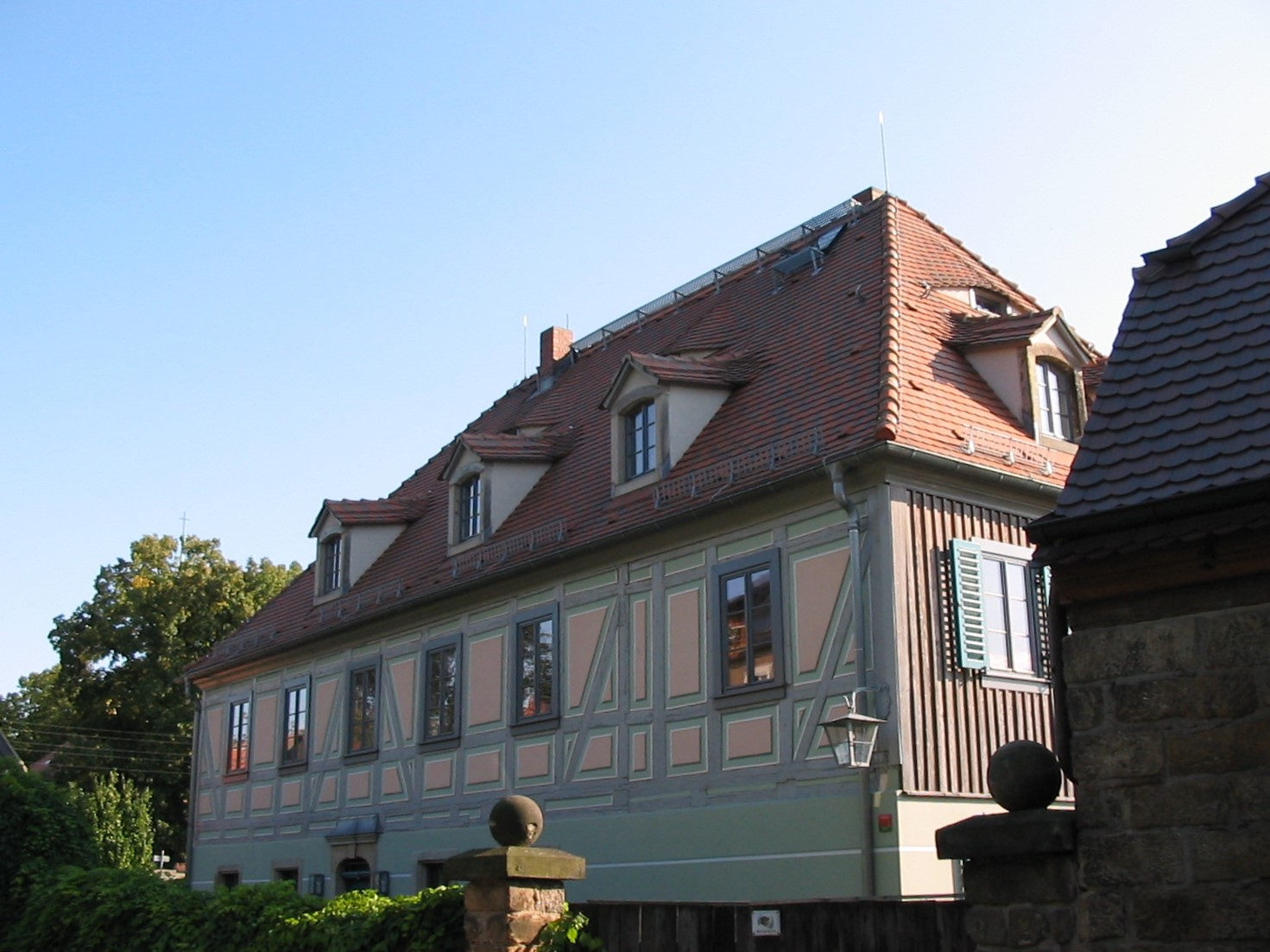
Winzerhaus der Bischofspresse, rechts das Presshaus

Die bereits 1904 in Gurlitts Kunstdenkmälern von Dresdens Umgebung aufgeführten und heute denkmalgeschützten Gebäude liegen im Bischofsweg unterhalb des Hohenhauses, das zu jener Zeit ebenfalls den Meißner Bischöfen gehört hatte. Das heute privat genutzte Ensemble in der Weinbaulage Radebeuler Johannisberg liegt im Denkmalschutzgebiet Historische Weinberglandschaft Radebeul. Die Bischofspresse gilt dem Dehio-Handbuch als Beispiel für den fließenden Übergang von den schlichten Winzerhäusern der Lößnitz zu den mehr herrschaftlichen Häusern.
Laut Denkmalpflege ist die Bischofspresse „eines der bedeutsamsten Weinbauanwesen von Radebeul, […] baugeschichtlich und ortsgeschichtlich sowie künstlerisch bedeutend“.

## Beschreibung

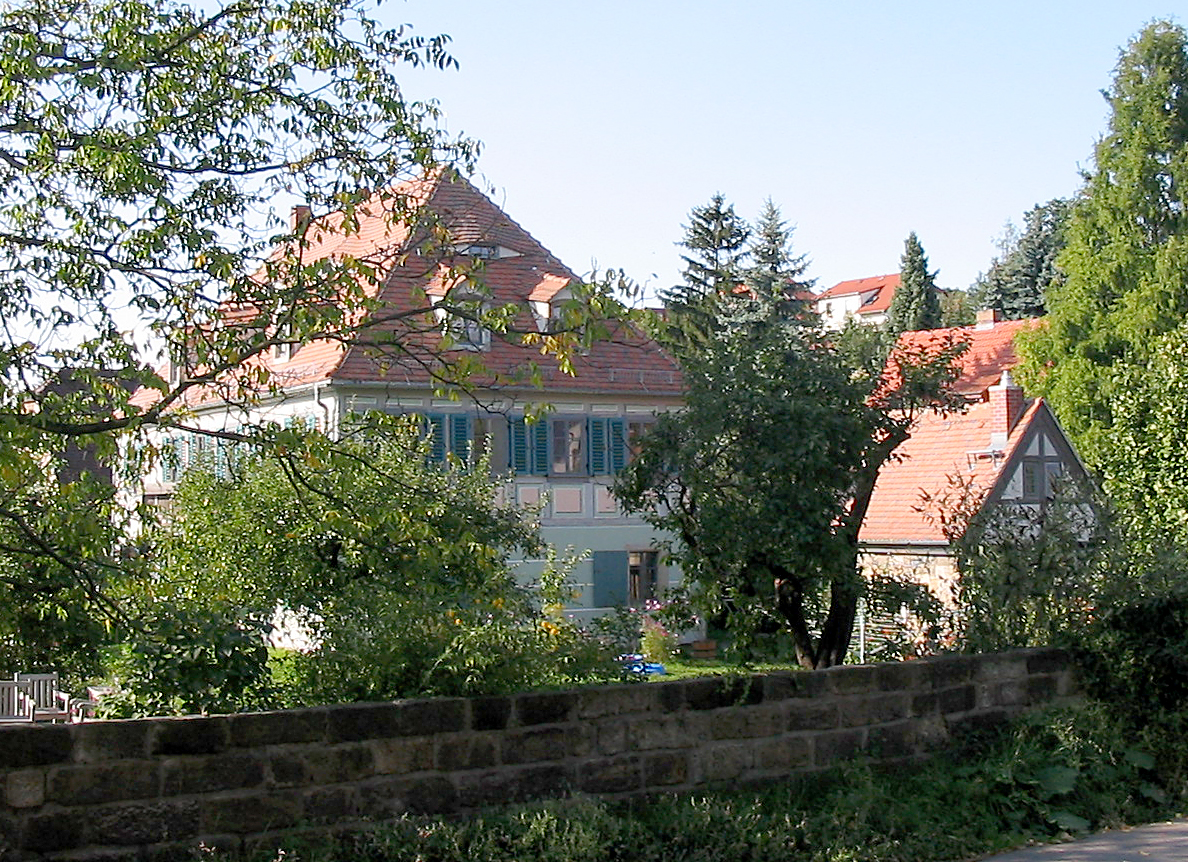
Winzerhaus und Backhaus

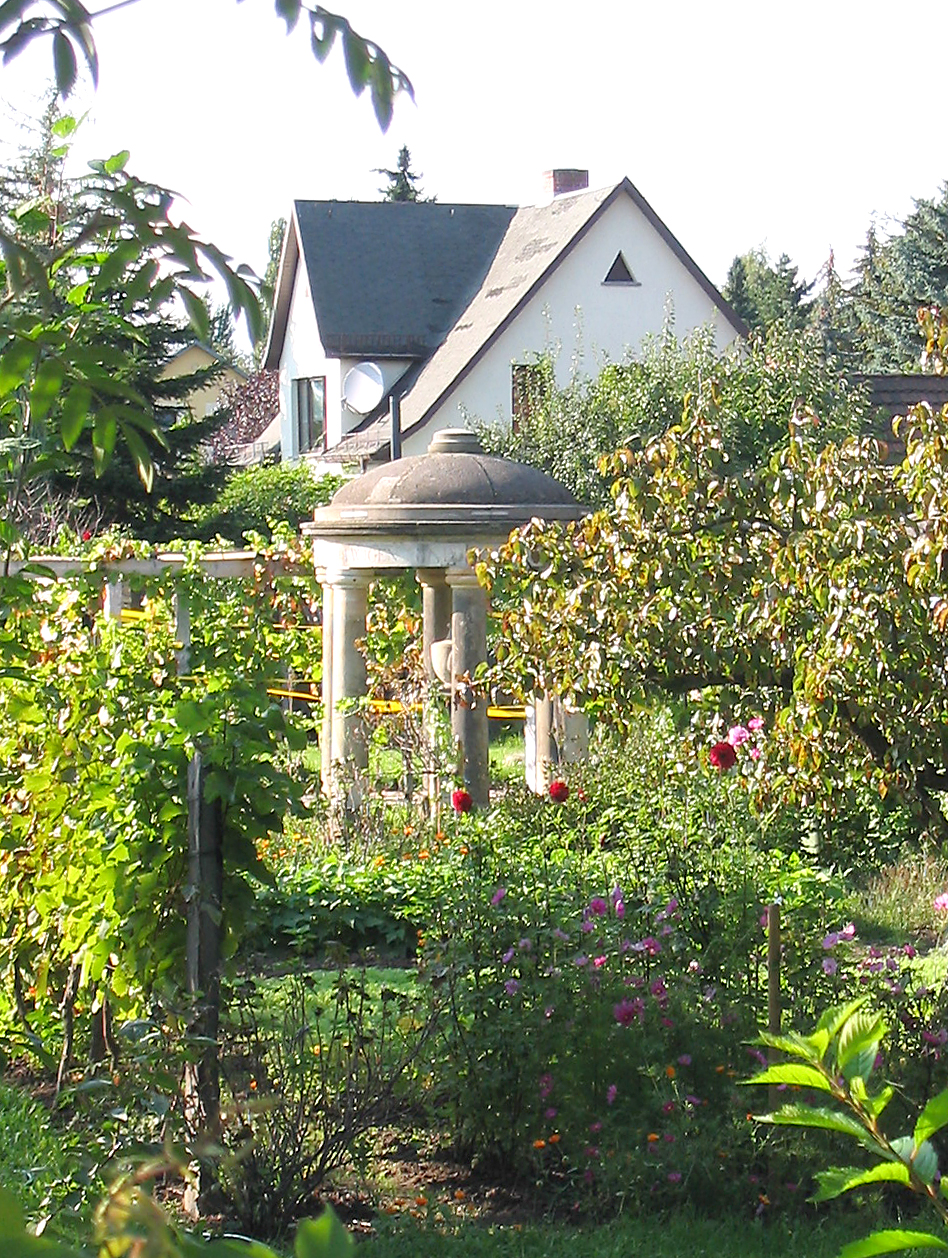
Freundschaftstempel im Garten der Bischofspresse

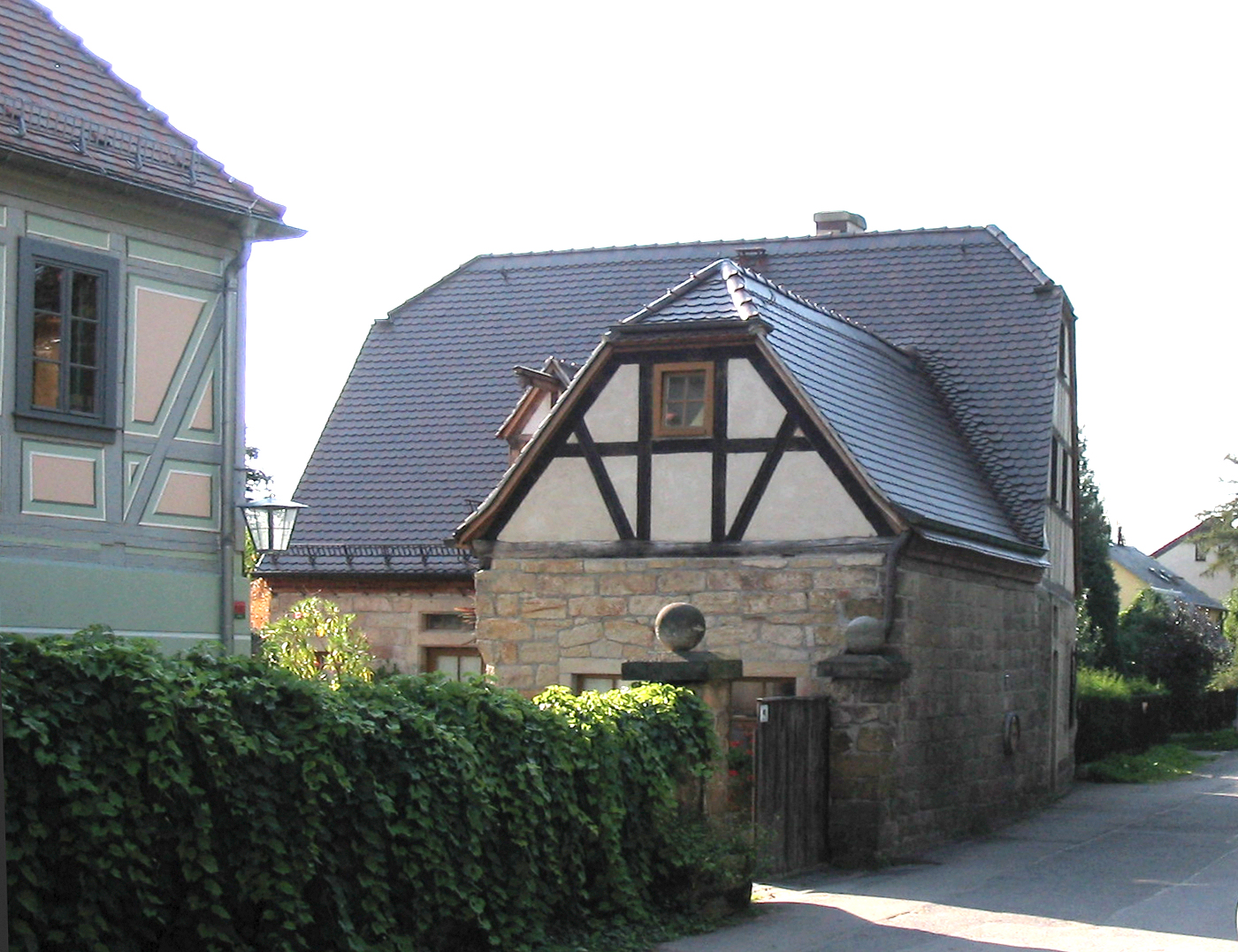
Presshaus der Bischofspresse

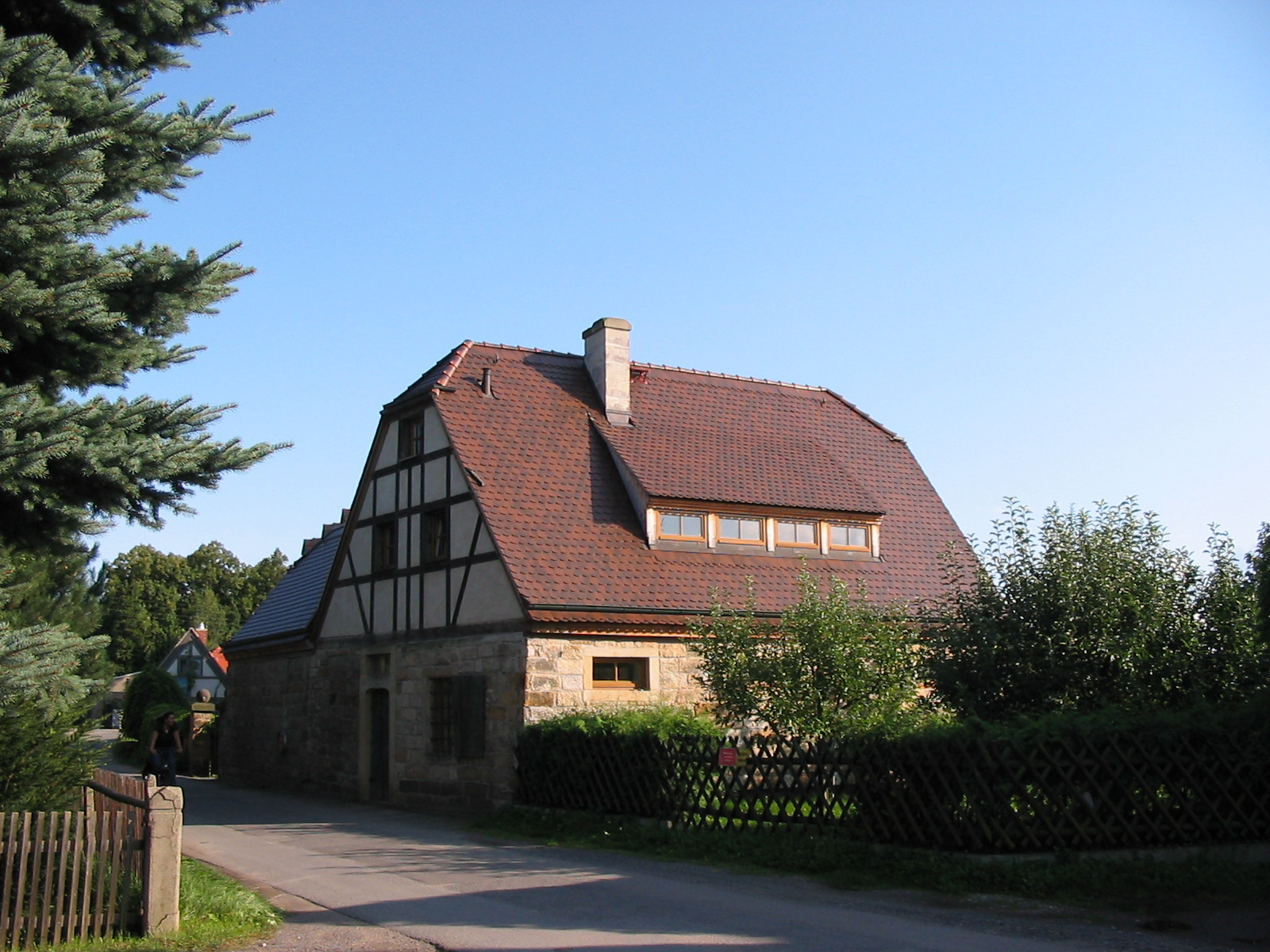
Presshaus der Bischofspresse

Das gesamte, inzwischen in zwei Grundstücke geteilte Anwesen liegt auf einem Eckgrundstück zum Kapellenweg, östlich des Dorfkerns von Zitzschewig, hinter einer hohen Einfriedungsmauer. Schräg gegenüber liegt der Friedhof Naundorf-Zitzschewig. Der Denkmalumfang besteht aus dem Winzerhaus und dem ehemaligen Presshaus sowie aus Backhaus, kleinem Rundtempel im Garten und der Einfriedung mit Pforte und Toreinfahrt.

### Winzerhaus und Backhaus
Das zweigeschossige Gebäude hat ein massives Erdgeschoss und ein Obergeschoss aus Fachwerk, darüber befindet sich ein ziegelgedecktes Walmdach mit einer Reihe von Giebelgauben, darüber jeweils Fledermausgauben. Ehemals mittig befand sich jeweils auf der Straßen- wie auch auf der Gartenseite ein Korbbogenportal mit Schlussstein, heute etwas nach Osten versetzt durch die 1773 erfolgte Verlängerung um eine Fensterachse (4 Meter).
In den Ausfachungen fanden sich Reste einer Illusionsmalerei, deren Darstellung einen „überraschenden Farbeindruck“ erzeugt.
Auch das kleine Backhaus nahe der Grundstücksecke wurde wiederhergestellt.

### Rundtempel
Der wiederaufgestellte klassizistische Rundtempel steht südlich der Bischofspresse inmitten eines Gartens. Aus Sandstein gefertigt stehen sechs Säulen auf schlichten, kubischen Postamenten, sie tragen einen Architrav mit Gesims sowie eine flache Kuppel.
Um die Kuppel läuft die folgende Inschrift:
| UNS WARD DER TOD DEN FREVLER SCHEUN GEBURT ZUM EWIGEN UND EDLERN LEBEN. |

Im Inneren steht auf einem Pfeiler ein Vasendenkmal mit einer heute verblichenen Inschrift:
| DENKMAHL DER SCHMERZLICHEN TRENNUNG EHELICHER LIEBE DEN 3. MÄRZ 1811 |

### Presshaus
Das Presshaus ist eingeschossig und massiv aus Bruchstein, es steht auf einem Gewölbekeller und hat ein ziegelgedecktes Krüppelwalmdach. An das im Kern aus der 2. Hälfte des 16. Jahrhunderts stammende Gebäude wurde im 18. Jahrhundert rechtwinklig ein Anbau angesetzt.
Im Jahr 2001 erfolgte die Sanierung des Presshauses, dabei erfolgte der Umbau zum Wohnhaus.

## Geschichte

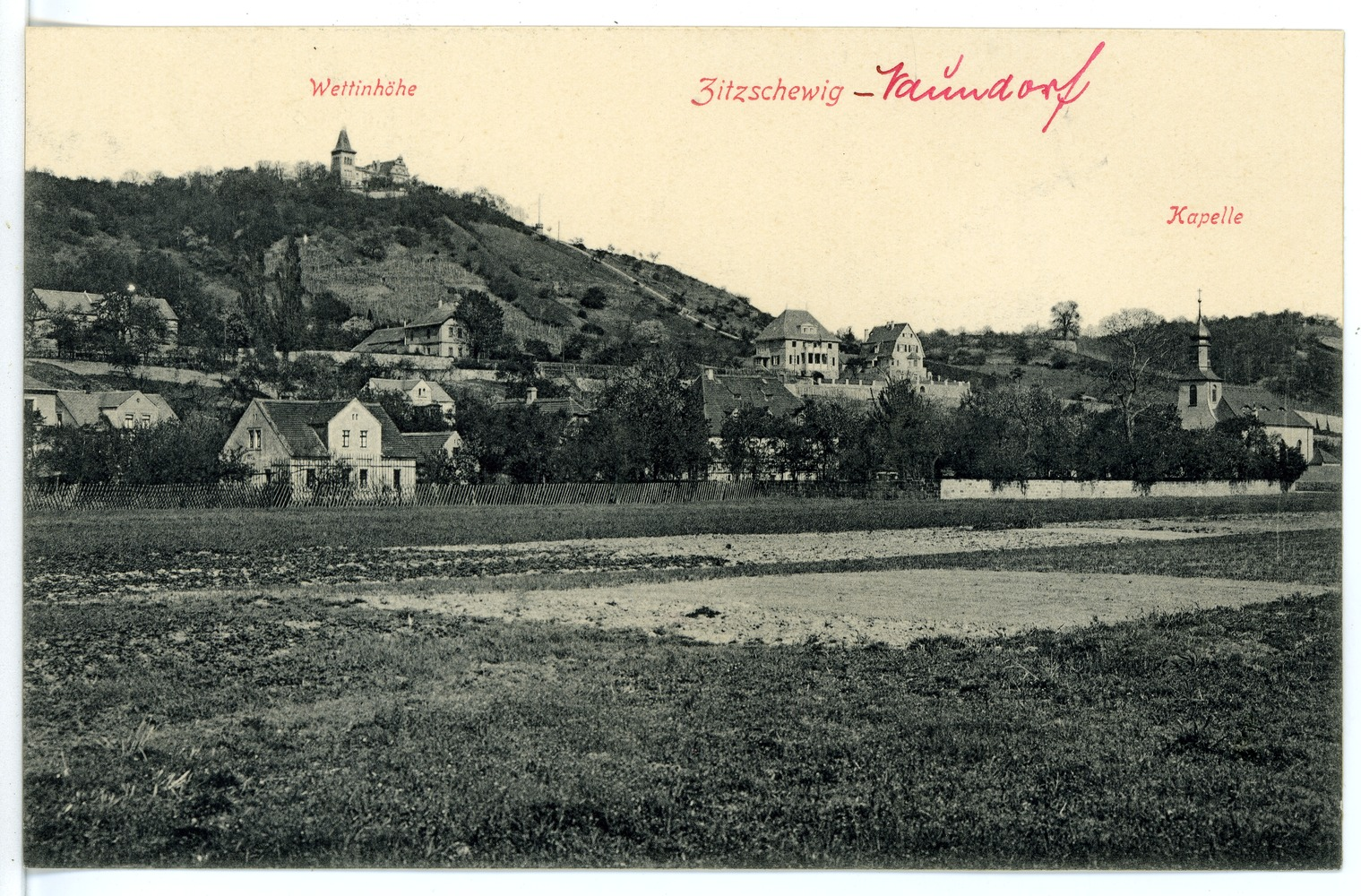
Bischofspresse (Bildmitte) und Umfeld (1913): Rechts der Friedhof Naundorf-Zitzschewig mit der Johanneskapelle, in der mittleren Reihe von rechts: Landhaus Richard Nitzschke, Landhaus Alban Mannschatz und das Nebengebäude des Hohenhauses, darüber die Wettinshöhe

Der Meißner Bischof Konrad II. von Kirchberg-Wallhausen ließ 1373 auf dem Bischofsberg eine Weinpresse mit Weinkeller errichten, die bis zur Säkularisation 1539 ebenso wie der Weinberg im Besitz der Bischöfe verblieb. Es handelt sich damit um eines der ältesten der in den Lößnitzortschaften nachweisbaren Anwesen.
Der Kern des heutigen Presshausgebäudes stammt aus der 2. Hälfte des 16. Jahrhunderts. Auf der Karte von Matthias Oeder (nach 1586) wird das Gebäude Simon Clauß Preß genannt, nach dem Naundorfer Bauern Simon Clauß, der es 1584 ebenso wie das Hohenhaus erwarb. Um 1600 wurde die Presse dann an die Dresdner Räte Jacob Kuffer und Conrad Rühle verkauft. Weitere Eigentümerwechsel der Presse fanden 1620 und 1654 statt. Um 1680 ließ der kurfürstliche Steuersekretär Michael Findekeller das heutige Winzerhaus (Herrenhaus) errichten (siehe auch Zechstein). Um 1724 war das Anwesen im Besitz des Geheimen Kriegsrats von Teubern. 1773 wurde das Haus durch den Dresdner Kauf- und Handelsherrn Gottfried Rentzsch um eine Fensterachse erweitert.
Ab 1794 war das Anwesen über mehrere Generationen im Besitz der Familie Elz. Der Dresdner Stadtchirurg Michael Elz († 1820) ließ 1811 in Erinnerung an seine früh verstorbene Frau einen klassizistischen Freundschaftstempel im Garten errichten. Gegen 1800 entstand auch das Backhaus.
Nach dem Tod der letzten ansässigen Nachfahrin von Elz 1951 kam das Ensemble durch Erbschaft in städtische Hand, die dort mehrere Wohnungen unterbrachte. Trotz zunehmenden Verfalls konnte der drohende Abriss durch die Bewohner, unterstützt durch den Baumeister Franz Jörissen, abgewendet werden.
Nach der Privatisierung 1994 wurden die Gebäude im Laufe von etwa zehn Jahren saniert, auch der 1973 abgetragene Rundtempel wurde um 1995 wieder errichtet. Die Bischofspresse wird heute als Mehrfamilienhaus genutzt. Das Presshaus kam in separate Hand, an einen Steinsetzmeister, der dort Wohnhaus und Büro einrichtete.
Die Bauherrschaft der Bischofspresse, ein Architekt mit seiner Familie, erhielt für die Sanierung im Jahr 2005 den Radebeuler Bauherrenpreis in der Kategorie Denkmalpflegerische Instandsetzung.
Heutzutage befindet sich das Haus in Privatbesitz.